# Helge Bäckander
Helge Gustaf Samuel Bäckander est un gymnaste artistique suédois né le 13 octobre 1891 à Jönköping et mort le 11 novembre 1958 à Helsingborg.

## Biographie
Helge Bäckander fait partie de l'équipe de Suède qui remporte la médaille d'or en système suédois aux Jeux olympiques d'été de 1920 se tenant à Anvers.